# 格倫 (伊利諾伊州)
格倫（英語：Glenn）是位於美國伊利諾伊州傑克遜縣的一個非建制地區。該地的面積和人口皆未知。

## 地理
格倫的座標為37°48′13″N 89°34′50″W / 37.80361°N 89.58056°W，而該地的平均海拔高度為117米（即384英尺）。